# Anya Corke
Anya Sun Corke (ur. 12 września 1990 w Kalifornii) – angielska szachistka, do kwietnia 2009 reprezentantka Hongkongu, arcymistrzyni od 2004 roku.

## Kariera szachowa
W latach 2001–2008 wielokrotnie reprezentowała Hongkong na mistrzostwach świata juniorek w różnych kategoriach wiekowych. Po raz pierwszy na liście rankingowej FIDE pojawiła się w styczniu 2003 r. z wynikiem 1970 punktów. W 2004 r. zdobyła w Singapurze tytuł mistrzyni Azji juniorek do 14 lat oraz zadebiutowała na IV szachownicy męskiej reprezentacji Hongkongu na szachowej olimpiadzie w Calvii, zdobywając 9 pkt w 13 partiach i za rezultat ten otrzymując tytuł arcymistrzyni. W turniejach olimpijskich wystąpiła jeszcze dwukrotnie (2006, 2008), w obu przypadkach na najtrudniejszej I szachownicy męskiej drużyny Hongkongu. W 2007 r. zwyciężyła w edycji FMA09 cyklicznego turnieju First Saturday w Budapeszcie, natomiast w 2009 r. w edycji IM04-A tego turnieju podzieliła II miejsce.
Najwyższy ranking w dotychczasowej karierze osiągnęła 1 października 2008 r., z wynikiem 2301 punktów zajmowała wówczas drugie miejsce wśród szachistów Hongkongu.